# Boris Strugatsky
Os irmãos Arkady Natanovich Strugatsky (em russo: Аркадий Натанович Стругацкий; 28 de agosto de 1925 – 12 de outubro de 1991) e Boris Natanovich Strugatsky (em russo: Борис Натанович Стругацкий; 14 de abril de 1933 – 19 de novembro de 2012) foram autores de ficção científica soviéticos e russos que colaboraram durante a maior parte de suas carreiras.

## Vida e trabalho

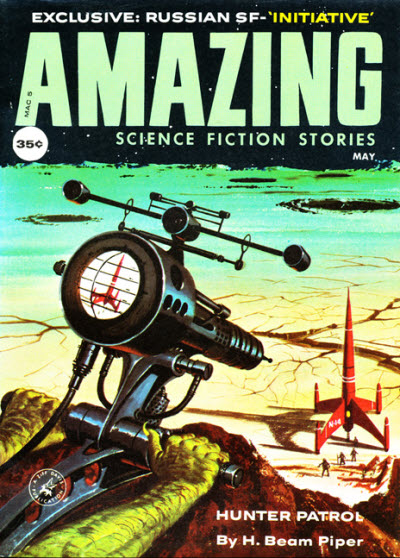
Uma história dos Strugatsky traduzida apareceu em Amazing Stories em 1959

Os irmãos Strugatsky (братья Стругацкие ou simplesmente Стругацкие) nasceram de Natan Strugatsky, um crítico de arte, e de sua esposa, uma professora. O pai deles era judeu e a mãe era ortodoxa russa. O trabalho inicial deles foi influenciado por Ivan Yefremov e Stanisław Lem. Mais tarde, eles desenvolveram seu próprio estilo único de escrita de ficção científica, que surgiu no período do racionalismo soviético na literatura soviética e evoluiu em romances interpretados como obras de crítica social.
O romance mais conhecido deles, Piknik na obochine, foi traduzido para o inglês como Roadside Picnic. Andrei Tarkóvski adaptou o romance para o cinema em Stalker (1979).
Algis Budrys comparou "An Emergency Case" e "Wanderers and Travellers", de Arkady, ao trabalho de Eando Binder. Várias outras obras de ficção deles foram traduzidas para o inglês, alemão, francês e italiano, mas não receberam o mesmo nível de aclamação da crítica obtido do público leitor russo. Os irmãos Strugatsky, porém, eram — e ainda são — populares em muitos países, incluindo Estônia, Hungria, Polônia, Bulgária, as antigas repúblicas da Iugoslávia e a Alemanha, onde a maioria de suas obras esteve disponível tanto na Alemanha Oriental quanto na Alemanha Ocidental. Eles são escritores de ficção científica russa bastante conhecidos, com uma base de fãs bem desenvolvida.
Os irmãos Strugatsky foram Convidados de Honra na Conspiracy '87, a World Science Fiction Convention de 1987, realizada em Brighton, na Inglaterra.
Em 1991, a Text Publishers publicou as obras completas de Arkady e Boris Strugatsky.

## Arkady
Arkady Strugatsky nasceu em 25 de agosto de 1925 em Batumi. A família posteriormente se mudou para Leningrado. Em janeiro de 1942, Arkady e seu pai foram evacuados do Cerco de Leningrado, mas Arkady foi o único sobrevivente em seu vagão de trem; seu pai morreu ao chegar em Vologda. Arkady foi convocado para o exército soviético em 1943. Primeiro, ele treinou na escola de artilharia em Aktyubinsk, depois no Instituto Militar de Línguas Estrangeiras em Moscou, onde se formou em 1949 como intérprete de inglês e japonês. Ele trabalhou como professor e intérprete para o exército até 1955. Em 1955, começou a trabalhar como editor e escritor. Em 1958, iniciou a colaboração com seu irmão Boris, uma parceria que durou até a morte de Arkady em 12 de outubro de 1991. Arkady Strugatsky tornou-se membro da União dos Escritores Soviéticos em 1964. Além de seus próprios textos, traduziu contos e romances japoneses, bem como algumas obras em inglês junto com seu irmão.

## Boris

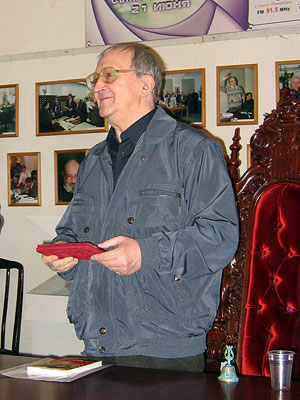
Boris Strugatsky em 2006

Nascido em 14 de abril de 1933, Boris Strugatsky permaneceu em Leningrado com a mãe durante o cerco à cidade na Segunda Guerra Mundial. Ele se formou no ensino médio em 1950 e se inscreveu no departamento de física da Universidade Estadual de Leningrado, mas acabou estudando astronomia. Após a formatura, em 1955, trabalhou como astrônomo e engenheiro de computação no Observatório de Pulkovo. Em 1960, participou de uma expedição geodésica e astronômica no Cáucaso. Boris Strugatsky tornou-se membro da união de escritores da URSS em 1964. Em 1966, passou a escrever em tempo integral. A partir de 1972, atuou como chefe do seminário de jovens escritores de ficção especulativa em Leningrado, que posteriormente ficou conhecido como "Seminário Boris Strugatsky". Ele criou o prêmio literário "Caracol de Bronze". Era agnóstico. Após a morte de seu irmão, publicou mais dois romances sob um pseudônimo. Boris Strugatsky morreu em São Petersburgo em 19 de novembro de 2012.

## Universo Noon
Vários dos livros dos irmãos Strugatsky se passam no Mundo do Meio-Dia, também conhecido informalmente como Universo dos Peregrinos (Wanderers Universe). O nome deriva do título de um de seus textos, Noon: 22nd Century. O Universo Noon começou como uma "utopia socialista" em que o conflito é entre "o bom e o melhor", enquanto os livros posteriores ambientados no mesmo universo assumiram tons mais sombrios.
As principais características do Universo Noon são: alto nível de desenvolvimento social, científico e tecnológico; grande criatividade da população; e um nível significativo de maturidade social em comparação com o mundo moderno. Por exemplo, esse mundo não conhece estímulo monetário (de fato, o dinheiro não existe), e cada pessoa se envolve na profissão que lhe interessa. A Terra do Universo Noon é governada por um conselho mundial meritocrático composto pelos principais cientistas e filósofos do planeta.
Os autores descreviam o Universo Noon como o mundo em que gostariam de viver e trabalhar. Ele se tornou bastante influente para, pelo menos, uma geração de soviéticos — por exemplo, uma pessoa podia citar os livros dos Strugatsky e ter certeza de ser compreendida. Inicialmente, os autores pensavam que o Universo Noon se tornaria realidade "por si só", mas depois perceberam que a única maneira de alcançá-lo era inventando a Teoria Superior de Educação, fazendo com que a formação de cada pessoa fosse uma tarefa única.
Um dos arcos importantes de histórias nesses livros aborda como a civilização humana avançada conduz, de forma encoberta, o desenvolvimento de povos considerados menos avançados. Os agentes dos humanos são conhecidos como progressistas. Ao mesmo tempo, alguns humanos suspeitam que exista uma raça estelar muito avançada chamada Peregrinos (Wanderers) que também estaria "progredindo" a própria humanidade.

## Obras

### Romances
| Título em inglês                                                                                           | Título em russo                                   | Publicado em russo              | Publicado em inglês | Tipo de obra                                |
| --- | ------------------------------------------------- | ------------------------------- | ------------------- | ------------------------------------------- |
| From Beyond                                                                                                | Извне                                             | 1958                            | 1982                | novela                                      |
| The Land of Crimson Clouds                                                                                 | Страна багровых туч                               | 1959                            | N/A                 | romance                                     |
| The Way to Amalthea (também conhecido como Destination: Amaltheia)                                         | Путь на Амальтею                                  | 1960                            | 1963                | novela                                      |
| Noon: 22nd Century                                                                                         | Полдень, XXII век                                 | 1962                            | 1978                | romance / coleção de histórias interligadas |
| Space Apprentice (também conhecido como Probationers, inclui o conto "The Gigantic Fluctuation")           | Стажеры                                           | 1962                            | 1981                | romance                                     |
| Escape Attempt                                                                                             | Попытка к бегству                                 | 1962                            | 1982                | novela                                      |
| Far Rainbow                                                                                                | Далёкая Радуга                                    | 1963                            | 1979                | novela                                      |
| Hard to Be a God                                                                                           | Трудно быть богом                                 | 1964                            | 1973; 2014          | romance                                     |
| Monday Begins on Saturday                                                                                  | Понедельник начинается в субботу                  | 1965                            | 1977; 2017          | romance                                     |
| The Final Circle of Paradise                                                                               | Хищные вещи века                                  | 1965                            | 1976                | romance                                     |
| Disquiet (variante inicial de Snail on the Slope)                                                          | Беспокойство                                      | 1990 (escrito em 1965)          | N/A                 | novela                                      |
| Snail on the Slope                                                                                         | Улитка на склоне                                  | 1966–68 (escrito em 1965)       | 1980; 2018          | romance                                     |
| Ugly Swans (retradução em inglês em 2020 e publicado como um romance aninhado junto com Lame Fate)         | Гадкие лебеди (também conhecido como Время дождя) | 1972 (escrito entre 1966–67)    | 1972; 2020          | romance; romance aninhado                   |
| The Second Invasion from Mars (também conhecido como The Second Martian Invasion)                          | Второе нашествие марсиан                          | 1967                            | 1970                | novela                                      |
| Tale of the Troika                                                                                         | Сказка о Тройке                                   | 1968                            | 1977                | novela                                      |
| Prisoners of Power (também conhecido como The Inhabited Island)                                            | Обитаемый остров                                  | 1969                            | 1977; 2020          | romance                                     |
| Dead Mountaineer's Hotel (também conhecido como Inspector Glebsky's Puzzle)                                | Отель «У Погибшего Альпиниста»                    | 1970                            | 1982, 2015          | romance                                     |
| Space Mowgli                                                                                               | Малыш                                             | 1971                            | 1982                | romance                                     |
| Roadside Picnic                                                                                            | Пикник на обочине                                 | 1972                            | 1977; 2012          | romance                                     |
| The Kid from Hell                                                                                          | Парень из преисподней                             | 1974                            | 1982                | novela                                      |
| The Doomed City                                                                                            | Град обреченный                                   | 1988–89 (escrito entre 1970–75) | 2016                | romance                                     |
| One Billion Years to the End of the World (publicado originalmente em inglês como Definitely Maybe)        | За миллиард лет до конца света                    | 1977                            | 1978; 2014; 2020    | novela                                      |
| Tale of Friendship and Non-friendship                                                                      | Повесть о дружбе и недружбе                       | 1980                            | 1988                | novela                                      |
| Beetle in the Anthill                                                                                      | Жук в муравейнике                                 | 1980                            | 1980                | romance                                     |
| Lame Fate (traduzido para o inglês em 2020 e publicado como romance aninhado junto com Ugly Swans)         | Хромая судьба                                     | 1986                            | 2020                | romance; romance aninhado                   |
| The Time Wanderers (também traduzido para o inglês em 2023 e publicado como The Waves Extinguish The Wind) | Волны гасят ветер                                 | 1986                            | 1987                | romance                                     |
| Overburdened with Evil                                                                                     | Отягощённые злом                                  | 1988                            | N/A                 | romance                                     |

### Contos
| Título em inglês            | Título em russo                  | Publicado em russo | Publicado em inglês | Observações                                                        |
| --------------------------- | -------------------------------- | ------------------ | ------------------- | ------------------------------------------------------------------ |
| The White Cone of the Alaid | Белый конус Алаида               | 1959               | 1968                | incluído no romance Noon: 22nd Century como "Defeat"               |
| A Man from Pacifides        | Человек из Пасифиды              | 1962               | N/A                 |                                                                    |
| The Gigantic Fluctuation    | Гигантская флуктуация            | 1962               | 1973                | incluído no romance Space Apprentice                               |
| Wanderers and Travelers     | О странствующих и путешествующих | 1963               | 1966                | incluído no romance Noon: 22nd Century como Pilgrims and Wayfarers |

#### Coletâneas de contos
Contos publicados originalmente em Six Matches:
| Título em inglês                                      | Título em russo           | Publicado em russo | Publicado em inglês |
| ----------------------------------------------------- | ------------------------- | ------------------ | ------------------- |
| Six Matches                                           | Шесть спичек              | 1958               | 1961                |
| Spontaneous Reflex (também conhecido como Initiative) | Спонтанный рефлекс        | 1958               | 1959                |
| Forgotten Experiment                                  | Забытый эксперимент       | 1959               | N/A                 |
| The Examination of SCYBER                             | Испытание СКИБР           | 1959               | N/A                 |
| Special Assumptions                                   | Частные предположения     | 1959               | N/A                 |
| An Emergency Case                                     | Чрезвычайное происшествие | 1960               | 1966                |

Contos publicados originalmente como parte do romance Noon: 22nd Century:
| Título em inglês                                                       | Título em russo                                                               | Publicado em russo | Publicado em inglês |
| ---------------------------------------------------------------------- | ----------------------------------------------------------------------------- | ------------------ | ------------------- |
| Night on Mars                                                          | Ночь в пустыне                                                                | 1960               | 1978                |
| Almost the Same                                                        | Почти такие же                                                                | 1960               | 1978                |
| Old-timer                                                              | Перестарок                                                                    | 1961               | 1978                |
| The Conspirators (short story)                                         | Злоумышленники                                                                | 1962               | 1978                |
| Chronicle                                                              | Хроника                                                                       | 1961               | 1978                |
| Two from the Taimyr                                                    | Двое с «Таймыра»                                                              | 1961               | 1978                |
| The Moving Roads                                                       | Самодвижущиеся дороги                                                         | 1961               | 1978                |
| Cornucopia                                                             | Скатерть-самобранка                                                           | 1961               | 1978                |
| Homecoming                                                             | Возвращение (também conhecido como Известные люди e Пациенты доктора Протоса) | 1962               | 1978                |
| Langour of the Spirit                                                  | Томление духа                                                                 | 1962               | 1978                |
| The Assaultmen                                                         | Десантники                                                                    | 1961               | 1978                |
| Deep Search                                                            | Глубокий поиск                                                                | 1960               | 1978                |
| Pilgrims and Wayfarers (também conhecido como Wanderers and Travelers) | О странствующих и путешествующих                                              | 1963               | 1978                |
| The Planet with all the Conveniences                                   | Благоустроенная планета                                                       | 1961               | 1978                |
| The Mystery of the Hind Leg                                            | Загадка задней ноги (também conhecido como Великий КРИ)                       | 1961               | 1978                |
| Natural Science in the Spirit World                                    | Естествознание в мире духов                                                   | 1962               | 1978                |
| Candles Before the Control Board                                       | Свечи перед пультом                                                           | 1961               | 1978                |
| The Meeting                                                            | Свидание (também conhecido como Люди, люди...)                                | 1961               | 1978                |
| What You Will Be Like                                                  | Какими вы будете                                                              | 1961               | 1978                |

### Peças
| Título em inglês                                            | Título em russo                                     | Publicado em russo | Publicado em inglês |
| ----------------------------------------------------------- | --------------------------------------------------- | ------------------ | ------------------- |
| Five Spoonfuls of Elixir: A Film Script                     | Пять ложек эликсира                                 | 1983               | 1986                |
| Without Weapons                                             | Без оружия                                          | 1989               | N/A                 |
| Zhyds of St. Petersburg, or Melancholy Talks by Candlelight | Жиды города Питера, или Невесёлые беседы при свечах | 1990               | N/A                 |

### Obras solo
As obras a seguir foram publicadas por Arkady Strugatsky sob o pseudônimo S. Yaroslavtsev (C. Ярославцев):
| Título em inglês                       | Título em russo                    | Publicado em russo | Publicado em inglês | Tipo de obra |
| -------------------------------------- | ---------------------------------- | ------------------ | ------------------- | ------------ |
| The Expedition into Inferno            | Экспедиция в преисподнюю           | 1974               | N/A                 | romance      |
| The Details of Nikita Vorontsov's Life | Подробности жизни Никиты Воронцова | 1984               | 1989                | conto        |

As obras a seguir foram publicadas por Boris Strugatsky sob o pseudônimo S. Vititsky (С. Витицкий):
| Título em inglês                                           | Título em russo                                          | Publicado em russo | Publicado em inglês | Tipo de obra |
| ---------------------------------------------------------- | -------------------------------------------------------- | ------------------ | ------------------- | ------------ |
| Devil Amongst People                                       | Дьявол среди людей                                       | 1991               | N/A                 |              |
| Search for Destiny or the Twenty Seventh Theorem of Ethics | Поиск предназначения, или Двадцать седьмая теорема этики | 1994               | N/A                 | romance      |
| The Powerless that be                                      | Бессильные мира сего                                     | 2003               | N/A                 | romance      |

## Adaptações
Os livros dos Strugatsky foram frequentemente adaptados para cinema, teatro, quadrinhos e videogames. Algumas dessas adaptações são bem livres, como Stalker, de Tarkóvski, enquanto outras não são adaptações diretas, mas roteiros originais escritos pelos próprios irmãos, como em The Sorcerers.
- Stalker (1979), de Andrei Tarkóvski, baseado no roteiro dos Strugatsky, inspirado em Roadside Picnic
- Dead Mountaineer's Hotel (1979), de Grigori Kromanov, baseado no romance homônimo
- The Sorcerers (1982), de Konstantin Bromberg, baseado no roteiro dos Strugatsky inspirado em Monday Begins on Saturday
- Days of Eclipse (1988), de Aleksandr Sokúrov, inspirado em One billion years before the end of the world
- Hard to Be a God (1989), de Peter Fleischmann, baseado no romance homônimo
- Искушение Б. (Iskushenie B.) (1991), de Arkadi Sirenko, baseado na peça Five Spoonfuls of Elixir (ru)
- Nesmluvená setkání (telefilme tcheco de 1995, em inglês: Unexpected Encounters), de Irena Pavlásková, baseado no romance Space Mowgli[12]
- The Ugly Swans (2006), de Konstantin Lopushansky, baseado no romance homônimo
- Обитаемый остров (2008) é um filme russo de ficção científica em duas partes, dirigido por Fiódor Bondarchuk, baseado no romance de 1969 publicado em inglês como Prisoners of Power
- Hard to Be a God (2013), de Alexei German, baseado no romance homônimo

## Obras traduzidas em português
- Até ao Fim do Mundo (com Arcady Strugatsky)
- Floresta sem Fim (com Arcady Strugatsky)
- A Queda do Alpinista (com Arcady Strugatsky)
- O Miúdo (com Arcady Strugatsky)
- Os Viajantes (com Arcady Strugatsky)
- Prisioneiros do Poder (com Arcady Strugatsky)
- Que Difícil é Ser Deus! (com Arcady Strugatsky)
- Piquenique na Estrada (com Arcady Strugatsky)
- Um Besouro no Formigueiro (com Arcady Strugatsky)

## Legado
Vários escritores prestaram homenagem, em diferentes graus, às obras dos irmãos Strugatsky:
- Sergey Lukyanenko, em sua duologia The Stars Are Cold Toys, faz o personagem principal visitar um mundo que lembra em muitos aspectos a Terra do Universo Noon, mas que, na verdade, se revela fundamentalmente diferente e opressivo. Em seu site, Lukyanenko comentou que discordava das opiniões dos Strugatsky sobre educação e formação, e concebeu sua duologia em parte como uma crítica polêmica.[13]
- O enredo da novela de Kir Bulychov na série Alisa Selezneva, Vacations in Space, or the Planet Five-Four, baseia-se em encontrar uma base secreta de misteriosos "Peregrinos" (Странники), uma civilização extinta e altamente avançada. Ele também retrata sua própria Zona na história Save Galya!.
- No final da década de 1990, foi publicada uma coletânea em três volumes de ficção de autores russos contemporâneos de destaque, intitulada The Time of the Apprentices (Время учеников), com o endosso de Boris Strugatsky. Cada texto era uma continuação de um dos livros dos Strugatsky.
- O asteroide 3054 Strugatskia foi nomeado em homenagem aos irmãos Strugatsky.
- A lua fictícia Pandora, retratada no filme Avatar, de James Cameron, contém semelhanças com a série Universo Noon, em que um planeta também se chama Pandora, repleto de floresta tropical com fauna estranha e uma raça humanoide. Além disso, a namorada do biólogo Sidorov no romance dos Strugatsky chama-se "Nava" (enquanto "Na'vi" é o nome da raça humanoide no filme). No entanto, Boris Strugatsky negou qualquer plágio, apesar das similaridades.[14]
- Em 2014, uma praça em São Petersburgo foi nomeada em homenagem aos irmãos Strugatsky. Um museu memorial está sendo criado na mesma cidade.[15]
- Os irmãos são creditados por salvar a humanidade de misteriosos "visitantes" por meio de tecnologia recuperada de uma "zona de visitação" no jogo The Final Station de 2016.
- A desenvolvedora de jogos polonesa Acid Wizard Studio citou os Strugatsky como uma influência em seu jogo de 2017, Darkwood.[16]
- Os criadores do jogo Disco Elysium, de 2019, citaram a escrita dos Strugatsky como influência no design e na narrativa do jogo.[17]
- A série de videogames S.T.A.L.K.E.R. deve muito de seu pano de fundo à mistura entre a escrita dos Strugatsky e a zona de exclusão após o desastre nuclear de Chernobyl.